# پراویدنس (فیلم)
پراویدنس (پرووَدانس) (انگلیسی: Providence) یک فیلم درام فرانسوی-سوئیسی به کارگردانی آلن رنه است که در سال ۱۹۷۷ منتشر شد. این فیلم، نخستین فیلمِ انگلیسی‌زبان آلن رنه است و در آن، بازیگران معتبر بریتانیایی و آمریکایی بازی کرده‌اند.
عنوان فیلم که یک «نام خاص» است؛ اشاره به مکانی دارد که شخصیت اصلی داستان (پیرمرد رمان‌نویس) در آنجا زندگی می‌کند و در عین حال به‌طور تمثیلی، به تأثیری که این رمان‌نویس بر سرنوشت شخصیت‌های داستان‌هایش دارد، کنایه می‌زند. این عنوان را همچنین، با شهر پراویدنس، زادگاه فانتزی‌نویس آمریکایی هوارد فیلیپس لاوکرفت که داستان‌های گوتیک او، الهام‌بخشِ صحنه‌هایی از فیلم بود، مرتبط دانسته‌اند.

## خلاصه داستان
در شب هفتاد و هشتمین زادروزش، کلایو لنگهام، نویسنده‌ای بیمار و الکلی، شب را در رنج و بی‌خوابی سپری می‌کند و در ذهنش صحنه‌هایی از رمانی را می‌نویسد و بازنویسی می‌کند که در آن، شخصیت‌هایی برگرفته از اعضای خانواده‌اش، با خیال‌پردازی‌ها و خاطراتش شکل می‌گیرند، در کنار تفسیرهای تلخ و نیش‌دارش درباره رفتارهایشان. پسرش، کلود، در قالب یک دادستان سرد و بی‌گذشت ظاهر می‌شود که از کنایه‌گویی‌های بدخواهانه لذت می‌برد. پسر دومش، کوین، که نامشروع است، در نقش سربازی آرمان‌گرا وارد می‌شود که متهم به قتل از روی ترحم پیرمردی است که تحت تعقیب بوده. سونیا، همسر کلود، با کوین همدلی نشان می‌دهد و گویا برای اعتراض به بی‌رحمی شوهرش، مشتاق است کوین را اغوا کند. کلایو همچنین شخصیت هلن را خلق می‌کند، معشوقهٔ کلود، اما چهره‌اش یادآور همسر درگذشتهٔ کلایو، مالی، است که خودکشی کرده بود. تخیلات کلایو همچنین درگیر صحنه‌هایی از کالبدشکافی جنازهٔ پیرمردی است، و گردآوری نظامی سالمندانی که در ورزشگاهی بازداشت می‌شوند، و جنگلی تیره و پرپیچ‌وخم که در آن، مردی تحت تعقیب به گرگینه تبدیل می‌شود. پیش از آن‌که کلایو هوشیاری‌اش را از دست بدهد، کوین را در قالب همان گرگینه در جنگل می‌بیند؛ کلود به کوین شلیک می‌کند، اما گویا در او پدرشان را بازمی‌شناسد.
روز بعد، کلایو از کلود، سونیا و کوین (که در واقع یک اخترفیزیک‌دان است) برای صرف ناهاری رؤیایی در باغ آفتابی عمارت روستایی‌اش استقبال می‌کند، و روابطشان با مهر و شوخ‌طبعی متقابل توصیف می‌شود، هرچند با نشانه‌هایی از خویشتنداری به احترام مناسبت. پس از ناهار، کلایو، در حرکتی که گویا آن را وداعی نهایی می‌بیند، ناگهان از همه می‌خواهد که بدون هیچ حرفی او را ترک کنند.

## بازیگران
- درک بوگارد
- الن برستین
- جان گیلگد
- دیوید وارنر
- الین استریچ
- کاترین لی اسکات
- تانیا لوپر
- آنا وینگ
- پیتر آرن
- دنیس لاسن
- مایلو اسپربر

## جوایز
- ۱۹۷۸ - برندهٔ جایزهٔ بودیل برای «بهترین فیلم اروپایی»
- ۱۹۷۸ - برندهٔ جایزه سزار برای «بهترین فیلم»
- ۱۹۷۸ - برندهٔ جایزه سزار برای «بهترین کارگردانی» (آلن رنه)
- ۱۹۷۸ - برندهٔ جایزه سزار برای «بهترین تدوین»
- ۱۹۷۸ - برندهٔ جایزه سزار برای «بهترین موسیقی متن» (میکلوش روژا)
- ۱۹۷۸ - برندهٔ جایزه سزار برای «بهترین طراحی تولید»
- ۱۹۷۸ - برندهٔ جایزه سزار برای «بهترین صداگذاری»
- ۱۹۷۸ - برندهٔ جایزه سزار برای «بهترین نویسندهٔ فیلم»
- ۱۹۷۸ - کاندیدای دریافت جایزه سزار برای «بهترین فیلم‌برداری»
- ۱۹۷۷ - «بهترین فیلم» از جانب «سندیکای فرانسوی منتقدان فیلم»
- ۱۹۷۷ - برندهٔ جایزه حلقه منتقدان فیلم نیویورک برای بهترین بازیگر نقش اول مرد (جان گیلگد)
- ۱۹۷۷ - جایزهٔ «نیزهٔ طلایی» در «جشنوارهٔ فیلم وایادولید» (آلن رنه)